# Nouvion-sur-Meuse
Nouvion-sur-Meuse – miejscowość i gmina we Francji, w regionie Grand Est, w departamencie Ardeny.
Według danych na rok 1990 gminę zamieszkiwało 2256 osób, a gęstość zaludnienia wynosiła 249 osób/km².